# Jan Jaworski (infułat)
Jan Jaworski (ur. 22 czerwca 1920 w Leśmierzu - 8 października 2008) – polski duchowny katolicki, infułat archidiecezji łódzkiej, długoletni rektor Polskiej Misji Katolickiej w Republice Południowej Afryki do przejścia na emeryturę w 1999 roku.
Święcenia kapłańskie przyjął w 1949 w Łodzi. Studiował patrologię na Uniwersytecie Warszawskim, gdzie uzyskał w 1954 doktorat. Następnie został asystentem ks. prof. Jana Czuja na Akademii Teologii Katolickiej. W roku 1970 papież Paweł VI podnosi go do godności prałata, a 1994 Jan Paweł II obdarzył go godnością protonotariusza apostolskiego. Ksiądz infułat Jan Jaworski został również odznaczony w 1999 roku przez władze Rzeczypospolitej Polskiej Krzyżem Komandorskim Orderu Odrodzenia Polski, natomiast w 2004 roku otrzymał dyplom Ministra Spraw Zagranicznych „za wybitne zasługi dla promocji Polski w świecie”. 
Zmarł 8 października 2008 roku, pochowany 16 października w Johannesburgu na cmentarzu West Park w krypcie Polskiego Ogrodu Pamięci.